# Sarmatia mago
Sarmatia mago là một loài bướm đêm trong họ Erebidae.